# Werner Nellner
Werner Nellner (* 12. Juli 1912 in Mellendorf, Kreis Reichenbach (Eulengebirge, Schlesien); † 10. Mai 2004) war ein deutscher Geograph. Seine Arbeitsschwerpunkte waren nach 1945: Beobachtung der Flüchtlingsintegration der Heimatvertriebenen und Geflüchteten, bevölkerungsstatistische Erfassung der Geflüchteten in der Bundesrepublik Deutschland, statistische Erfassung der Pendelwanderung, Fragen der räumlichen Gliederung des Bundesgebietes und der Suburbanisierung, Aufstellung von Gemeindeverzeichnissen.

## Ausbildung
Nach einem Studium der Geographie, Geologie, Geschichte, Volkswirtschaftslehre und Statistik an der Universität Breslau promovierte Nellner 1939 zum Dr. phil. nat. bei dem Geopolitiker Erich Obst an der Universität Breslau. Im Jahr 1942 legte Nellner zusätzlich noch das Staatsexamen für das höhere Lehramt in Breslau ab.

## Beruf im Nationalsozialismus: Raumplaner in Oberschlesien
Seit 1938 war Nellner Mitglied der NSDAP. Von 1939 an leitete er das Planungsbüro für das oberschlesische Industriegebiet der Regierung in Oppeln. Er wurde noch im selben Jahr stellvertretender Bezirksplaner bei dem Regierungspräsidium in Kattowitz (bis Kriegsende). Sein vorgesetzter Dienstherr in Kattowitz war der oberschlesische Bezirksplaner und Architekt Gerhard Ziegler. Beide Planer wurden nach 1945 ordentliche Mitglieder der Hannoveraner Akademie für Raumforschung und Landesplanung (ARL). Nellner erst im Jahr 1970 (seit 1965 korrespondierendes Mitglied); Gerhard Ziegler gehörte zum Kreis der ersten Generation der ordentlichen Mitgliedern der ARL (1953).

## Nach 1945: In der amtlichen Statistik und im zivilen Bevölkerungsschutz
Kontakt zur ARL in Hannover hielt Nellner aber bereits seit dem Jahr 1947. Denn er erhielt in diesen Nachkriegsjahren (1947/48) einen landeskundlichen Forschungsauftrag (Kreisbeschreibung) der ARL über den Kreis Minden (Westfalen). Auch für das Bad Godesberger Institut für Raumforschung wurde Nellner zu Beginn der 1950er Jahre gemeinsam mit Bevölkerungswissenschaftlern aktiv (s. Schriften unten). Zuvor war er im Anschluss an seine Mindener Kreisbeschreibung in die amtliche Statistik gewechselt und arbeitete als Referent im Statistischen Amt für die Britische Besatzungszone. Auch in dem darauf folgenden Jahrzehnt (1949–1959) blieb er als Referent (Regierungsrat) im Wiesbadener Statistischen Bundesamt tätig. Der Historiker Jan Ruhkopf bezeichnet Nellner als den „primären Ansprechpartner“ des Bundesvertriebenenministeriums „in  Sachen Flüchtlingsstatistik“.
Die letzten Dekaden seiner Berufsjahre in der Bundesrepublik waren durch Tätigkeiten im zivilen Bevölkerungsschutz geprägt. 1959 bis 1965 war Werner Nellner als Referent im Bundesamt für zivilen Bevölkerungsschutz (BzB; eine Bundesoberbehörde) tätig; und ab 1966 als ständiger Vertreter des Präsidenten bei der Akademie für zivile Verteidigung (AkzV) in Bad Godesberg. Diese Tätigkeit übte er bis 1977 aus.

## Mitgliedschaften
- Mitglied des Kulturwerkes Schlesien
- Mitglied des Arbeitskreises für genetische Siedlungsforschung in Mitteleuropa
- Mitarbeit am Seminar für Historische Geographie an der Universität Bonn
- Akademie für Raumforschung und Landesplanung, Hannover (ordentliches Mitglied der ARL, 1970). Im Rahmen der ARL: Mitglied der Forschungsausschüsse Raum und Bevölkerung, Zentralörtliche Erscheinungen in Verdichtungsräumen, Raum und Siedlung, Mitglied des Arbeitskreises Entwicklungsprozesse im suburbanen Raum, Leiter des Arbeitskreises Abgrenzung von Agglomerationsräumen.[1]

## Schriften (Auswahl)
- Das Eulengebirgsvorland: Ein Beitrag zur Landeskunde des mittleren Sudetenvorlandes unter besonderer Berücksichtigung des Kreises Reichenbach/Eulengebirge. Priebatsch, Breslau 1941. (= Veröffentlichungen der Schlesischen Gesellschaft für Erdkunde e.V. und des Geographischen Instituts der Universität Breslau / Schlesische Gesellschaft für Erdkunde zu Breslau. 30).
- Die berufliche Gliederung der Bevölkerung in den deutschen Ostgebieten nach der Berufszählung 1939. In: Arnold Hillen-Ziegfeld (verantwortlich für den Inhalt), Institut für Raumforschung (Hrsg.): Das deutsche Flüchtlingsproblem. Sonderheft der Zeitschrift für Raumforschung. IfR, Bielefeld: Eilers 1950, S. 72–79.
- (mit Kurt Horstmann) Die Wanderungen im Bundesgebiet 1950: Die Bevölkerungsdichte im Bundesgebiet und ihre Entwicklung. Institut für Raumforschung, Bad Godesberg 1951.
- Die Bevölkerungsdichte im Bundesgebiet und ihre Entwicklung, IfR, Bad Godesberg 1952.

- Die natürlichen Grundlagen der Besiedlung des Mindener Landes: Eine geographische Untersuchung über die Wechselbeziehungen zwischen Landschaft und Siedlung, Minden (Westfalen) 1953.
- (mit Karl Schwarz) Die Wanderungen im Bundesgebiet 1953. Institut für Raumforschung, Bad Godesberg 1953.
- Die Pendelwanderung in der Bundesrepublik Deutschland, ihre statistische Erfassung und kartographische Darstellung, in: Berichte zur deutschen Landeskunde 17 (1956), S. 229–253.
- Grundlagen und Hauptergebnisse der Statistik, in: Eugen Lemberg, Friedrich Edding (Hg.): Die Vertriebenen in Westdeutschland, Bd. 1, Kiel 1959, S. 61–144.
- Wandlungen der Raumstruktur durch den Flüchtlingszustrom. In: ARL – Akademie für Raumforschung und Landesplanung (Hrsg.): Raumforschung. 25 Jahre Raumforschung in Deutschland. Bremen 1960, S. 279–308.
- Die Vertreibungsverluste der Bevölkerung in den Ostgebieten des Deutschen Reiches. In: Wirtschaft und Statistik, Band 8 (1956), S. 496–498.
- (beteiligt an): Robert Müller-Sternberg: Deutsche Ostsiedlung – eine Bilanz für Europa. Bielefeld 1969.
- Die Entwicklung der inneren Struktur und Verflechtung in Ballungsgebieten: Dargestellt am Beispiel der Rhein-Neckar-Agglomeration. Jänecke, Hannover 1969 (Veröffentlichungen der ARL; Band 4).
- (mit Hartmut Boecker, Gerhard Gömann): Zur Abgrenzung und inneren Gliederung städtischer Siedlungsagglomerationen. Schroedel, Hannover 1976.